# UniCredit
UniCredit S.p.A. er en italiensk bankkoncern med hovedkvarter i Milano. Den blev etableret i 1998 ved en fusion mellem Credito Italiano og Unicredito, men virksomhedens historie strækker sig tilbage til etableringen af Banca di Genova i 1870.
Bankens forretninger omfatter alm. bankforretning, investeringsbank, forretningsbank og formuepleje. UniCredit har en tilstedeværelse i flere europæiske lande. I alt er de tilstede igennem datterselskaber i 13 lande. (eksempelvis Italien, Tyskland HypoVereinsbank, Østrig Bank Austria).